# Kirki
Kirki  este un sat în Grecia în prefectura Evros.